# Malawi i olympiska sommarspelen 1972
Malawi deltog med 16 deltagare vid de olympiska sommarspelen 1972 i München. Ingen av landets deltagare erövrade någon medalj.